# Европейская киноакадемия
Европейская киноакадемия (англ. European Film Academy, EFA) была основана в 1988 году в Берлине по инициативе европейских кинорежиссёров для продвижения европейского кинематографа в мире. Академия известна своей ежегодной премией.

## История
В 1988 году академию под названием Европейское кинематографическое общество официально зарегистрировал его первый президент, шведский режиссёр Ингмар Бергман вместе с 40 кинопроизводителями со всей Европы с целью содействия продвижению европейского кинематографического искусства во всём мире и для поддержки интересов европейского кинопроизводства. Первым председателем общества был избран Вим Вендерс. Двумя годами позже Европейское кинематографическое общество было переименовано в Европейскую киноакадемию, которая была зарегистрирована как некоммерческая организация.
В 1996 году Ингмар Бергман передал президентство Виму Вендерсу, а новым председателем стал британский продюсер Ник Пауэлл. Его сменил французский продюсер Гамбертом Бальсеном, который председательствовал с 2003 года и до своей внезапной смерти в 2005 году. Текущим председателем EFA является французский продюсер Ив Мармион. Первыми 15-ю членами было принято решение о базировании академии в Берлине.

## Правление
- Президент: Агнешка Холланд
- Председатель правления: Ив Мармион
- Заместители председателя: Ник Пауэлл, Фолькер Шлёндорф
- Члены правления: Крис Отей, Бруно Шатлен, Адриана Кьеза ди Пальма Даниэла Кьянчио, Хелена Даниелссон, Майк Дауни, Стефана Хаттер, Ласло Кантор, Седомир Колар, Горан Паскалевич, Антонио Перес Перес, Нарек Розенбаум, Антонио Саура, Эльс Вандеворст, Майкл Уэбер, Кшиштоф Занусси
- Почётные члены правления: Бен Кингсли, Душан Макавеев, Жанна Моро, Иштван Сабо

### Президенты киноакадемии
- Жюльет Бинош (с 1 мая 2024 года)[3]
- Агнешка Холланд (2021 — 1 мая 2024)
- Вим Вендерс (до 2021 года)[4]

## Членство в академии по странам
Решением Генеральной Ассамблеи количество членов академии было ограничено 99, но позже постоянно росло и на 15 февраля 2012 года составляло 2540:

| - Германия — 437 - Великобритания — 275 - Франция — 228 - Италия — 218 - Испания — 187 - Дания — 176 - Польша — 102 - Нидерланды — 76 | - Швеция — 66 - Бельгия — 61 - Израиль — 58 - Австрия — 52 - Финляндия — 52 - Норвегия — 52 - Ирландия — 51 - Швейцария — 49 | - Чехия — 44 - Венгрия — 42 - Исландия — 42 - Греция — 40 - Россия — 36 - Хорватия — 24 - Эстония — 21 - Румыния — 21 | - Болгария — 20 - Словакия — 16 - Сербия — 15 - Босния и Герцеговина — 13 - Словения — 12 - Португалия — 11 - Турция — 11 - Люксембург — 8 | - Македония — 7 - Грузия — 5 - Литва — 5 - Кипр — 4 - Албания — 3 |

## Премия Европейской киноакадемии

Статуэтка премии «Феликс» в первые восемь лет

Ежегодная церемония награждения премией Европейской киноакадемии (до 1996 года носившей название приз «Феликс») является главной среди мероприятий, которые проводятся академией. Церемония обычно происходит в начале декабря в разных городах Европы (чаще всего — в Германии). Первая церемония вручения премии символическим образом была проведена в Западном Берлине, в конце ноября 1988 года. К участию допускаются только европейские фильмы, режиссёры и т. д. Процедура определения победителей начинается с выдвижения 40 кандидатов, среди которых определяют четырёх номинантов, которые объявляются в начале ноября. Члены академии путём голосования определяют победителей, которые объявляются на церемонии награждения.